# 4. arrondissement i Paris

4. arrondissement i Paris er et af Paris' 20 arrondissementer og er placeret i centrum af byen på højre Seinebred. Det kaldes også arrondissement de l'Hôtel-de-Ville.

## Bykvarterer
Arrondissementet er delt i fire bykvarterer:
| Kvarter       | Areal (km2) | Del af arr. | Befolkning (1999) | Del af arr. |
| ------------- | ----------- | ----------- | ----------------- | ----------- |
| Saint-Merri   | 0,31        | 19%         | 6.523             | 21%         |
| Saint-Gervais | 0,42        | 26%         | 10.587            | 35%         |
| Notre-Dame    | 0,38        | 24%         | 4.087             | 13%         |
| Arsenal       | 0,49        | 31%         | 9.474             | 31%         |

## Demografi
| År   | Befolkning |
| ---- | ---------- |
| 1954 | 66.652     |
| 1962 | 61.841     |
| 1968 | 53.983     |
| 1975 | 40.995     |
| 1982 | 33.880     |
| 1990 | 32.240     |
| 1999 | 30.671     |